# Goto Junji
Junji Goto (sinh ngày 9 tháng 8 năm 1971) là một cầu thủ bóng đá người Nhật Bản.

## Sự nghiệp câu lạc bộ
Junji Goto đã từng chơi cho Kyoto Purple Sanga.